# 弗里波特 (堪薩斯州)
弗里波特（英語：Freeport）是位於美國堪薩斯州哈珀縣的一個非建制地區。

## 地理
弗里波特所處的海拔為高於海平面408米（即1339英呎），而該地所採用的時區為UTC-6，即北美中部時區（CST）。同時該地設有夏令時間，為UTC-6調快一小時，即UTC-5（CDT）。